# 2014년 뉴욕 영화제
제52회 뉴욕 영화제는 2014년 9월 26일에 열린 시상식이다.

## 수상 (비경쟁)

### 장편 상영작
- 나를 찾아줘 - 데이빗 핀처
- 인히어런트 바이스 - 폴 토마스 앤더슨
- Birdman or The Unexpected Virtue of Ignorance - ALEJANDRO G. INARRITU
- 시티즌포 - 로라 포이트러스
- '71 - 얀 디맨지
- 비러브드 시스터즈 - 도미닉 그래프
- 라 샴브르 블뢰 - 마티유 아말릭
- 실스 마리아 - 올리비에 아사야스
- 에덴(영어판) - 미아 한센-러브
- 폭스캐처 - 베넷 밀러
- 언어와의 작별 - 장 뤽 고다르
- 헤븐 노우즈 왓 - 조슈아 사프디
- 자유의 언덕 - 홍상수
- 홀스 머니 - 페드로 코스타
- 도원경 - 리산드로 알론소
- 사랑은 마시고 노래하며 - 알랭 레네
- 리슨 업 필립 - 알렉스 로스 페리
- 맵 투 더 스타 - 데이빗 크로넨버그
- 아리아 - 아시아 아르젠토
- 미스터 터너 - 마이크 리
- 파솔리니 - 아벨 페라라
- 더 프린세스 오브 프랑스 - 마티아스 피녜이로
- 생 로랑 - 베르트랑 보넬로
- 라 사피엔자 - 유진 그린
- 테일즈 오브 더 그림 슬리퍼 - 닉 브룸필드
- 팀북투 - 압데라만 시사코
- 타임 아웃 오브 마인드 - 오렌 무버만
- 투 데이즈 원 나잇 - 장 피에르 다르덴 외 1명
- 도스 디스파로스 - 마르틴 레즈트만
- 위플래쉬 - 데이미언 셔젤
- 더 원더스 - 알리체 로르와커

### 단편 상영작
- 인 어거스트 - 제나 하쎄
- 어 시암브라 - 조나스 카피그나노
- 오필리아 - 안나리타 잠브라노
- 휴머 - 탈 자그레바
- 파라다이스 - 제이샤 파텔
- 우 구이 - 조르당 쉴레
- 더 걸 앤 더 독스 - 셀마 빌후넨 외 1명
- 클로라인 - 마르셀로 그라보우스키
- 더 리턴 - 요한 쿠암
- 헵번 - 토미 데이비스
- 라 에스탄시아 - 페데리코 아도르노
- 더 카르만 라인 - 오스카 샤프
- 크룩드 캔디 - 앤드류 로저스

### 스페셜 이벤트
- 이것이 스파이널 탭이다 - 로브 라이너
- 퀸 앤드 컨트리 - 존 부어만
- 더 포레스트 - 아르노 데스플레샹
- 왕과 새 - 폴 그리몰트
- Last Days - 캐서린 비글로우
- 릴 퀸퀸 - 브루노 뒤몽

### 스포트라이트 온 다큐멘터리
- 50년간의 논쟁 - 데이빗 테데쉬 외 1명
- 드림스 아 콜더 댄 데스 - 아르튀르 자파
- 하우 투 스멜 어 로즈 - 레스 블랑크 외 1명
- 아이리스 - 앨버트 메이슬리스
- 더 아이론 미니스트리 - J.P. 스니아덱키
- 침묵의 시선 - 조슈아 오펜하이머
- 머천즈 오브 다웃 - 로버트 컨너
- 내셔널 갤러리 - 프레더릭 와이즈먼
- 논픽션 다이어리 - 정윤석
- 원 컷, 원 라이프 - 에드 핀쿠스 외 1명
- 붉은 군단 - 가베 폴스키
- 세이모어 - 에단 호크
- 은빛 수면, 시리아의 자화상 - 오사마 모하메드
- 스트레이 도그 - 데브라 그래닉
- 선샤인 슈퍼맨 - 마라 스트라우치

### 회고전
- 다섯 손가락 - 조셉 L. 맨키위즈
- 이브의 모든 것 - 조셉 L. 맨키위즈
- 맨발의 콘테샤 - 조셉 L. 맨키위즈
- 어 캐롤 포 어나더 크리스마스 - 조셉 L. 맨키위즈
- 클레오파트라 - 조셉 L. 맨키위즈
- 드래곤윅 - 조셉 L. 맨키위즈
- 탈출 - 조셉 L. 맨키위즈
- 유령과 뮈어 부인 - 조셉 L. 맨키위즈
- 아가씨와 건달들 - 조셉 L. 맨키위즈
- 더 허니 포트 - 조셉 L. 맨키위즈
- 이방인의 집 - 조셉 L. 맨키위즈
- 줄리어스 시저 - 조셉 L. 맨키위즈
- 레이트 조지 애플리 - 조셉 L. 맨키위즈
- 세 부인 - 조셉 L. 맨키위즈
- 노 웨이 아웃 - 조셉 L. 맨키위즈
- 말 많은 세상 - 조셉 L. 맨키위즈
- 콰이어트 아메리칸 - 조셉 L. 맨키위즈
- 발자국 - 조셉 L. 맨키위즈
- 썸웨어 인 더 나잇 - 조셉 L. 맨키위즈
- 지난 여름 갑자기 - 조셉 L. 맨키위즈
- 크루키드 맨 - 조셉 L. 맨키위즈

### 프로젝션스
- Old Growth - Ryan Marino
- 바바쉬 - 리사 트루트만 외 1명
- 웨이워드 프론즈 - 펀 실바
- 씨어레티컬 아키텍쳐 - 조쉬 깁슨
- 캐노피 - 켄 제이콥스
- 언더 더 히트 램프 언 오프닝 - 재커리 엡카
- 어게인스트 랜드스케이프 - 조슈아 젠 솔론즈
- 나잇 눈 - 샴바비 카울
- 밍 오브 할렘: 투엔티 원 스토리즈 인 디 에어 - 필립 워넬
- 베를린 혹은 크림과 함께 하는 꿈 - 마르셸 브로타스
- 테스트 선생 - 마르셸 브로타스
- 띵스 - 벤 리버스
- 디퍼지션스 - 루크 포울러
- A certain worry - Jonathan Schwartz
- 더 드래곤 이즈 더 프레임 - 마리 헬레나 클라크
- Fe26 - 케빈 제롬 에버슨
- 사운드 댓 - 케빈 제롬 에버슨
- 세컨드 사이티드 - 데보라 스트라트맨
- 더 메져스 - 재클린 고스 외 1명
- 사우어브루크 휴튼 아키텍츠 - 하룬 파로키
- 컬러 뉴트럴 - 제니퍼 토드 리브스
- 슬리핑 디스트릭트 - 티네 제너
- 지노비에브즈 튜브: 테잎 2 오브 디 이너 트롯스키 차일드 시리즈 - 짐 핀
- 황백색 튤립 - 에이칸 사포글루
- End Reel - 줄리 머레이
- 픽쳐 파티클즈 - 토르스텐 플레쉬
- 언더 더 앳모스피어 - 마이크 스톨츠
- 더 피겨스 카브드 인투 더 나이프 바이 더 샙 오브 더 바나나 트리즈 - 조안나 피멘타
- 슈에본타 - 메러디스 랙키
- 아틀란티스 - 벤 러셀
- 레터즈 투 맥스 - 에리크 보들레르
- 미어 데어 던스트 - 실비아 쉬델바우어
- 필드 노츠 - 바쉬티 해리슨
- 다크룸 - 빌리 로이즈
- 디투어 드 포스 - 레베카 바론
- 블루 루프, 줄라이 - 마이크 지비세리
- 더 허밍버드 워즈 - 제니 게이저
- 래즐 대즐 - 조디 맥
- 블랭킷 스테이트먼트 #2: 잇츠 올 오어 낫띵 - 조디 맥
- 라이트 이어 - 폴 클립슨
- 사운드 오브 어 밀리언 인섹츠, 라이트 오브 어 사우전드 스타스 - 니시카와 토모나리
- 긴자 스트립 - 리차드 투오이
- 프라이데이 모스퀘 - 아자데 나바이
- 2012 - 타카시 마키노
- 디 악시던탈 호텔 - 루이스 클라
- 부서진 말 - 모니카 사비론
- Film - Ismail Bahri
- 더 이노센츠 - 장-폴 켈리
- Chapters 1, 2 & 3 'from the impossibility of one page being like the other' - Oraib Toukan 외 1명
- 슈가코티드 아스닉 - 케빈 제롬 에버슨 외 1명
- 아도르노스 그레이 - 히토 스테옐
- 오, 퍼시큐티드 - 바스마 알샤리프
- 하우 투 메이크 머니 릴리져슬리 - 로리 프루보스트
- 르네상스 센터 - 니키 해믈린
- 사운드 오브 마이 소울 - 보이체흐 바코스키
- 호라이즌 - 스테파니 바버
- 로렘 입숨 1 - 빅터 푸
- 팬 - 안톤 긴즈부르크
- 레드 카프리치오 - 블레이크 윌리엄스
- 엘 푸투로 - 루이스 로페즈 카라스코

### 리바이벌스
- 버로스: 더 무비 - 하워드 브루크너
- 석류의 빛깔 - 세르게이 파라자노프
- 히로시마 내 사랑 - 알랭 레네
- 자메이카 여인숙 - 알프레드 히치콕
- 라라미에서 온 사나이 - 안소니 만
- 모아나 - 로버트 J. 플래허티 외 2명
- 원스 어폰 어 타임 인 아메리카 - 세르지오 레오네
- 호프만의 이야기 - 마이클 포웰 외 1명

### 컨버전스
- 아티팩츠 오브 후쿠시마: 셀렉션즈 프롬 언노운 스프링 - 제이크 프라이스 외 1명
- Ft. McMoney - David Dufresne
- Futurestates - ITVS
- Immigrant Nation - THEO RIGBY
- 라스트 하이잭 - 토미 팰로타 외 1명
- Last Hijack (Online Experience) - 토미 팰로타 외 1명
- Los Sures - Diego Echeverria
- Living Los Sures - UnionDocs
- 러브즈 오브 어 사이클롭스 - 나단 펀와르